# 峨屏草
峨屏草（学名：Tanakaea omeiensis），为虎耳草科峨屏草属下的一个植物种。